# Октябрьский (Вытегорский район)
Октя́брьский — посёлок в Вытегорском районе Вологодской области. Административный центр Саминского сельского поселения.
С точки зрения административно-территориального деления входит в Саминский сельсовет.
Расположен на правом берегу реки Самина, на трассе А119. Расстояние по автодороге до районного центра Вытегры — 51 км. Ближайшие населённые пункты — Загородская, Каньшино, Титово.
По переписи 2002 года население — 790 человек (383 мужчины, 407 женщин). Преобладающая национальность — русские (97 %).